# Evgeni Sapronenko
Evgeni Sapronenko (Riga, Letonia, 11 de noviembre de 1978) es un gimnasta artístico letón, especialista en la prueba de salto de potro, con la que ha logrado ser subcampeón olímpico en 2004.

## Carrera deportiva
En el Mundial de Tianjin 1999 gana la plata en salto, tras el chino Li Xiaopeng y delante del suizo Dieter Rehm (bronce).
En el Mundial de Gante 2001 vuelve a conseguir la plata en salto, en esta ocasión tras el rumano Marian Dragulescu y por delante del cubano Charles Tamayo (bronce).
En los JJ. OO. de Atenas 2004 gana la plata en salto, tras el español Gervasio Deferr y por delante del rumano Marian Drăgulescu (bronce).